# Phragmoxenidium
Phragmoxenidium är ett släkte av svampar. Phragmoxenidium ingår i familjen Phragmoxenidiaceae, ordningen gelésvampar, klassen Tremellomycetes, divisionen basidiesvampar och riket svampar.
|                 | Phyllogloea                                  |
|                 |                                              |
| Phragmoxenidium | \| \| Phragmoxenidium mycophilum \| \| \| \| |
|                 | \| \| Phragmoxenidium mycophilum \| \| \| \| |
|                 | Phragmoxenidium mycophilum                   |
|                 |                                              |

|  | Phragmoxenidium mycophilum |
|  |                            |